# سانتا كروث دي تنريفه (مقاطعة)
مقاطعة سانتا كروث دي تِنِرِيفِه (بالإسبانية: Santa Cruz de Tenerife) هي مقاطعة إسبانية تقع في جنوب غرب الدولة على بعد 1307 كلم من بر إسبانيا الرئيسي، تقع ضمن حدود منطقة جزر الكناري.
عاصمتها هي مدينة سانتا كروث دي تنريفه، تنقسم المقاطعة إلى 54 بلدية.

## الجغرافيا
تقع مقاطعة سانتا كروث دي تنريفه في جنوب غرب إسبانيا محاطة بالمحيط الأطلسي من جميع الجهات.
تبلغ مساحة مقاطعة سانتا كروث دي تنريفه 3.381 كم².

## الديموغرافيا
يبلغ عدد سكان مقاطعة سانتا كروث دي تينيريفه 1.029.789 نسمة عام 2011 (وفقاً للمعهد الوطني للإحصاء الإسباني).
فيما يلي قائمة أكبر البلديات من حيث عدد السكان (بتاريخ 1 يناير 2011):
1. سانتا كروث دي تنريفه 222.271 نسمة
2. سان كريستوبال دي لا لاغونا 153.187 نسمة
3. أرونا 75.339 نسمة
4. أديخي 45.134 نسمة
5. لا أوروتافا 41.706 نسمة
6. غرانديا دي أبونا 41.555 نسمة
7. لوس رياليخوس 38.015 نسمة
8. بويرتو دي لا كروث 32.817 نسمة
9. كانديلاريا 25.957 نسمة
10. إكود دي لوس فينوس 24.147 نسمة

## أعلام
- ماريا دي ليون